# Séries 400 - Shinkansen
Os comboios Shinkansen da série 400 foram introduzidos em 1992 para a então mais recente linha de alta velocidade do Japão, a linha Yamagata Shinkansen, um ramo da linha principal Tohoku Shinkansen. Os comboios desta série são no seu conjunto denominados de 'mini-Shinkansen', pois apresentam grandes características que não foram construídas propositadamente para as linhas Shinkansen mas para linhas já existentes actualizadas para a bitola padrão, de modo a fornecer uma solução mais barata que a construção altamente dispendiosa de uma linha dedicada ao Shinkansen projectada de raiz.
As semelhanças são muito reduzidas comparando com as linhas Shinkansen anteriores, sendo muito óbvio à primeira vista que as carruagens das unidades da série 400 serem muito mais estreitas que os das carruagens Shinkansen. As filas de cadeiras são também mais reduzidas nas carruagens de lugares não-reservados.
No estilo, a série 400 é outra a ter um nariz do tipo avião com um cone pontiagudo, apesar de este estar mais baixo que os das séries 0/100/200. Originalmente eram pintados de cinzento prateado médio com um tecto e faixa nas janelas mais escuro, mas foram alterados e repintados entre 1999 e 2001, com uma grande área cinzento-azulada em baixo, separada da grande área superior cinza prateada por uma faixa verde. A área cinzento-escura no tecto e da faixa nas janelas desapareceu.
No início havia apenas seis carruagens por unidade, passando a haver sete em 1995, reflectindo a crescente popularidade por estes serviços.

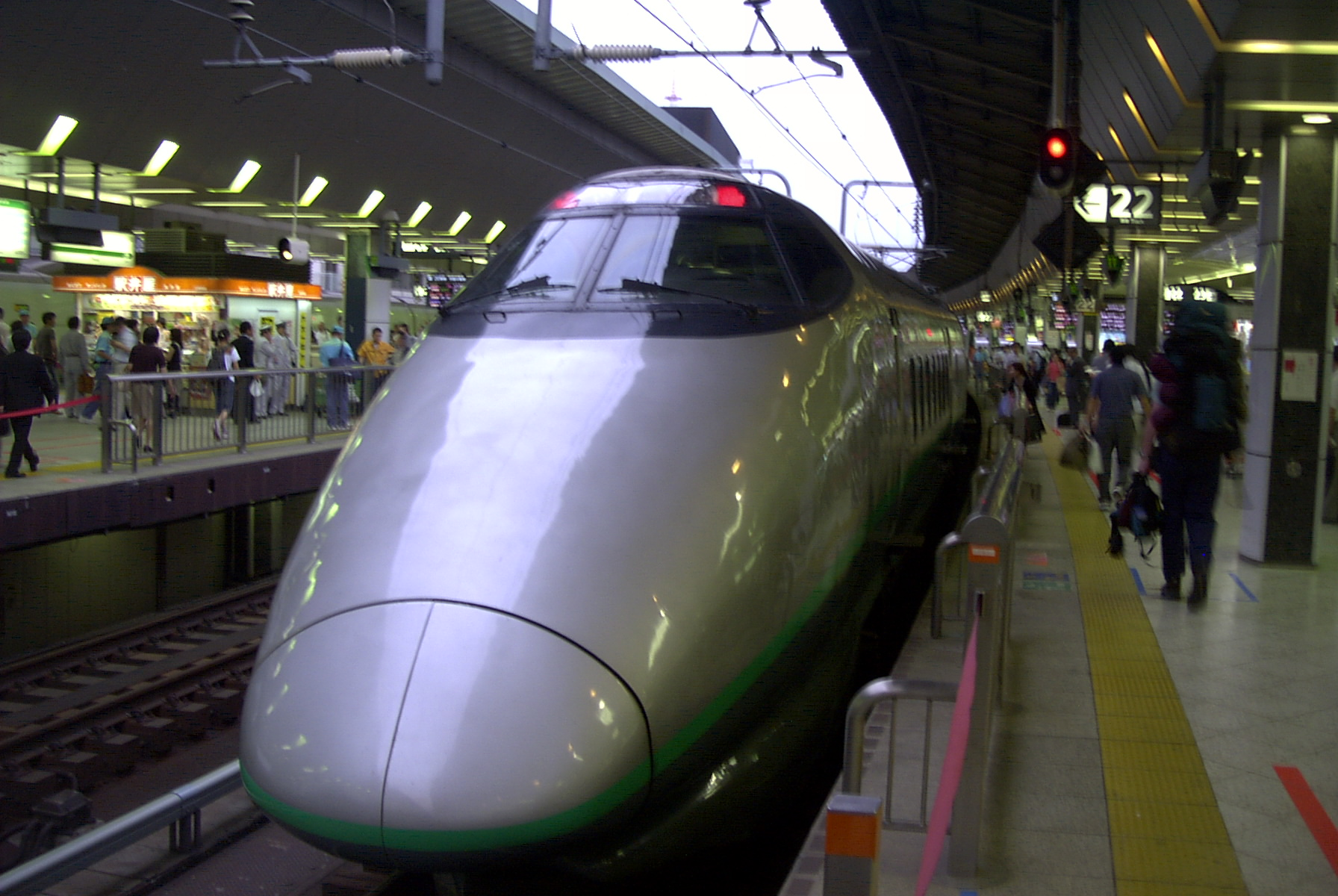
Visão da frente de uma Série 400.